# 恰巴尼夫卡 (柳巴希夫卡區)
47°48′25″N 30°3′9″E / 47.80694°N 30.05250°E
恰巴尼夫卡（烏克蘭語：Чабанівка）是位於烏克蘭西南部的村莊，由敖德萨州波季利斯克区的澤萊諾希爾斯凱市鎮負責管轄。該村始建於1798年，面積0.45平方公里，海拔高度193米，2001年人口49，人口密度每平方公里109.38人。